# Casalvieri
Casalvieri (Casaluerë in dialetto locale) è un comune italiano di 2 406 abitanti della provincia di Frosinone nel Lazio.

## Geografia fisica

### Territorio
Il paese, si trova a 380 m s.l.m., sulla sommità di una collina che si sviluppa nella Valle di Comino, con alle pendici il Melfa, affluente di sinistra del Liri.
Il territorio comunale racchiude nel suo perimetro un paesaggio prevalentemente collinare, pianeggiante coltivato lungo il fiume nella sua parte meridionale, montuoso nella parte più occidentale, occupata dalle pendici settentrionali del Massiccio del Monte Cairo, dove comunque non supera i 697 m del rilievo chiamato "il Monte di Togna".
Vi sono presenti fenomeni carsici ("Fossa di Catallo")

### Clima
Classificazione climatica: zona D, 1778 GR/G

## Storia
Archeologicamente il territorio comunale ha restituito tracce di frequentazione umana risalenti al paleolitico medio e resti di possibili insediamenti di epoca romana, ai confini tra i municipi di Atina e di Arpino.
Il toponimo è testimoniato dal 1017 e nel 1046 è citata l'esistenza di un castello della contea che nel 1076 era di proprietà dell'abbazia di Montecassino, insieme a due piccoli conventi (Monte San'Angelo Pescomascolino e San Nazario) che si trovavano al confine con l'attuale territorio di Casalattico.
A causa della sua posizione strategica, nel punto in cui la valle di Comino si immette nella media valle del Liri con uno stretto passaggio, passò sotto diversi proprietari: tra il 1583 e il 1796 fu feudo dei Boncompagni, sotto i quali vennero costruiti diversi mulini lungo il fiume.
Durante l'occupazione francese diversi abitanti fecero parte delle bande capeggiate da fra' Diavolo e dopo l'annessione al Regno d'Italia vi furono fenomeni di brigantaggio.
L'incremento demografico che si ebbe per tutto il XIX secolo fece raggiungere al paese una popolazione di circa 7 000 abitanti, ma in seguito si ebbe un declino demografico, dovuto alla numerosa emigrazione, in particolare tra gli anni trenta e i sessanta. Nel 1915 fu colpita dal terremoto di Avezzano e subì durante la seconda guerra mondiale l'occupazione tedesca nazista e ingenti bombardamenti.

### Simboli
Lo stemma del comune di Casalvieri, in uso anche se privo di formale decreto di concessione, raffigura la torre civica cimata dalla fenice e con la scritta in latino Ut in aeternum vivat ("Affinché viva in eterno"), il
tutto racchiuso in un ovale sormontato da una corona e ornato da due
ramoscelli di alloro e di quercia.
Il gonfalone è un drappo di azzurro.

## Monumenti e luoghi d'interesse

### Architetture religiose

#### Chiesa Madre dei Santi Giovanni Battista, Evangelista
La chiesa dei Santi Giovanni Battista ed Evangelista del XVIII secolo è opera dell'architetto Giacomo Del Sole, con facciata barocca sbrocca ornata delle statue dei santi titolari. All'interno conserva dipinti settecenteschi e statue di Virtù. Il documento originale della committenza della chiesa risale al 2 novembre 1707, mentre l'edificio fu completato intorno al 1760.
Dal 1747 la chiesa madre accoglie il corpo del martire sant'Onorio, patrono di Casalvieri e venerato anche all'estero, conservato nella preziosa urna di legno dorato collocata sull'altare maggiore.

#### Santuario di Santa Maria delle Rose
Il santuario, dichiarato monumento nazionale sorge presso la frazione di Roselli, sul colle omonimo.
La costruzione dell'attuale edificio fu iniziata il 20 aprile del 1636, in sostituzione di una cappella che era stata edificata sul luogo in cui la Madonna sarebbe apparsa in un roseto ad una piccola muta che pascolava le pecore e che dopo l'apparizione avrebbe riacquistato la parola.
La chiesa ha una facciata ornata aree in bugnato a punta di diamante, alternate ad aree con pietre lisce. In origine la chiesa aveva navata unica con sei cappelle laterali, ma alla fine del XIX secolo vi furono aggiunte due navate laterali. L'edificio subì danni a causa di diversi terremoti (1654, 1915, 1980 e 1984).
All'interno si conservano due sculture lignee di scuola napoletana: un Crocifisso della metà del XVII secolo e una statua dell'Annunziata del XVIII secolo.

### Architetture civili
- Palazzo Rezza
- Palazzo Ianni
- Palazzo Iacobelli
- Ponte romano
- Castello del Conte

## Società

### Evoluzione demografica
Abitanti censiti

### Religione
La popolazione professa per la maggior parte la religione cattolica nell'ambito della diocesi di Sora-Cassino-Aquino-Pontecorvo

## Cultura

### Istruzione

#### Musei
- Il museo civico "Padre Iacobelli" ospita i reperti archeologici della valle di Comino.

### Cinema
Alcune scene del film La fiamma sul ghiaccio sono state girate a Casalvieri.

### Cucina
Vini DOC
Il territorio comunale è luogo di produzione di alcuni vini regolamentati dal disciplinare Atina DOC.

## Geografia antropica

### Frazioni
- Purgatorio
- Roselli

### Contrade
- Abate
- Arcarella
- Asino
- Barbatella
- Calone
- Canala
- Canalara
- Capocroce
- Cappone
- Caronte
- Carzuolo
- Casa d'Angela

- Casal delle Mole
- Castellone
- Catenacci
- Cattura
- Cauto
- Catallo
- Cavallo
- Centro
- Cerasola
- Chépe
- Ciccorutto
- Ciuccia

- Cola Morelli
- Colle Alto
- Colle d'Arcangela
- Colle La Fossa
- Colle Madonna
- Colle Mosca
- Colle Palombo
- Colle Quercia
- Colle Rasci
- Collebannera
- Coluccia
- Corso

- Cricca
- Criticcio
- Cuccagna
- Cucco
- Cucuzzo
- Curoccio
- Falcuna
- Fallena
- Farritto
- Ferruccia
- Folcara
- Fossa

- Giuntura
- Grotte dell'Acqua
- Iacovelli
- Iacuccio
- Intaragno
- Iucci
- Luce
- Maola
- Marchetta
- Mariana
- Marrocco
- Marsiello

- Matté
- Mattione
- Micalitto
- Morina
- Moscone
- Muraccia
- Olive
- Papa
- Persichello
- Pietro Niro e Santa Croce
- Pistillo

- Pettella
- Pittillo/Foreste
- Pizzico
- Plauto
- Puzzillo
- Puzzuolo
- Quagno
- Ranno
- S. Francesco
- S. Leonardo
- Santo Pietro
- Saracina

- Sciocca
- Sorelle
- Sorelle Quagno
- Sorelle Cucco
- Spina
- Taccone
- Tingonio
- Tirlo
- Tirlo Valloni
- Tiscio
- Togna
- Trippoccio

- Tufo
- Valloni
- Vedenna
- Vitella
- Volpone Vecchio e Nuovo
- Zagarino
- Zincone
- Zincone e Colle Molino
- Zuorro

## Economia
Di seguito la tabella storica elaborata dall'Istat a tema Unità locali, intesa come numero di imprese attive, ed addetti, intesi come numero di addetti delle imprese locali attive (valori medi annui).
|            | 2015                  |                              |                            |                |                       |                     | 2014                  |                | 2013                  |                |
| ---------- | --------------------- | ---------------------------- | -------------------------- | -------------- | --------------------- | ------------------- | --------------------- | -------------- | --------------------- | -------------- |
|            | Numero imprese attive | % Provinciale Imprese attive | % Regionale Imprese attive | Numero addetti | % Provinciale Addetti | % Regionale Addetti | Numero imprese attive | Numero addetti | Numero imprese attive | Numero addetti |
| Casalvieri | 157                   | 0,47%                        | 0,03%                      | 452            | 0,42%                 | 0,03%               | 175                   | 465            | 174                   | 447            |
| Frosinone  | 33.605                |                              | 7,38%                      | 106.578        |                       | 6,92%               | 34.015                | 107.546        | 35.081                | 111.529        |
| Lazio      | 455.591               |                              |                            | 1.539.359      |                       |                     | 457.686               | 1.510.459      | 464.094               | 1.525.471      |

Nel 2015 le 157 imprese operanti nel territorio comunale, che rappresentavano lo 0,47% del totale provinciale (33.605 imprese attive), hanno occupato 452 addetti, lo 0,42% del dato provinciale; in media, ogni impresa nel 2015 ha occupato poco meno di tre addetti (2,88).

## Infrastrutture e trasporti

### Strade
Il territorio comunale, nella parte più orientale, è attraversato dalla strada regionale 627 della Vandra (SR 627), già strada statale, che collega Sora, con il Molise occidentale, e dalla Superstrada del Liri, la statale che collega Avezzano a Sora.

## Amministrazione
Nel 1927, a seguito del riordino delle circoscrizioni provinciali stabilito dal regio decreto n. 1 del 2 gennaio 1927, per volontà del governo fascista, quando venne istituita la provincia di Frosinone, Casalvieri passò dalla provincia di Caserta a quella di Frosinone.

### Lista sindaci
| Periodo       | Periodo       | Primo cittadino        | Partito      | Carica      | Note |
| ------------- | ------------- | ---------------------- | ------------ | ----------- | ---- |
| 1945          | 1945          | Arturo Tobia           | lista civica | Comm. pref. |      |
| 1945          | 1946          | Saldo Giunio Mollicone | lista civica | Sindaco     |      |
| 1946          | 1956          | Giovanni Iacobelli     | lista civica | Sindaco     |      |
| 1956          | 1962          | Cesare Zincone         | lista civica | Sindaco     |      |
| 1962          | 1970          | Giuseppe Pescosolido   | lista civica | Sindaco     |      |
| 1970          | 1975          | Pasquale Ianni         | lista civica | Sindaco     |      |
| 1975          | 1995          | Roberto Fanelli        | lista civica | Sindaco     |      |
| 1995          | 2001          | Olindo Paolini         | lista civica | Sindaco     |      |
| 2001          | 2002          | Francesco Cappelli     | lista civica | Sindaco     |      |
| 2002          | 2003          | Carmine Ciarella       | lista civica | Sindaco     |      |
| 2003          | 7 giugno 2009 | Domenico D'Angela      | lista civica | Sindaco     |      |
| 7 giugno 2009 | in carica     | Franco Moscone         | lista civica | Sindaco     |      |

### Altre informazioni amministrative
Fa parte della Comunità montana Valle di Comino e del Consorzio di bonifica Conca di Sora.